# Mosquée-cathédrale de Tchita
 (novembre 2024).
La mosquée-cathédrale de Tchita (en russe : Читинская соборная мечеть
, Tchitinskaïa sobornaïa metchet), est une mosquée (mosquée-cathédrale) tatare située dans la ville de Tchita, dans le kraï de Transbaïkalie, en Russie. Construite en 1907, elle est classée dans la liste de l'héritage patrimonial de la Russie d'importance régionale depuis 1993.

## Géographie
La mosquée est située dans la ville de Tchita, dans le kraï de Transbaïkalie, en Sibérie orientale. Elle se trouve au no 3a de la rue Anokhine.

## Histoire

### Empire russe

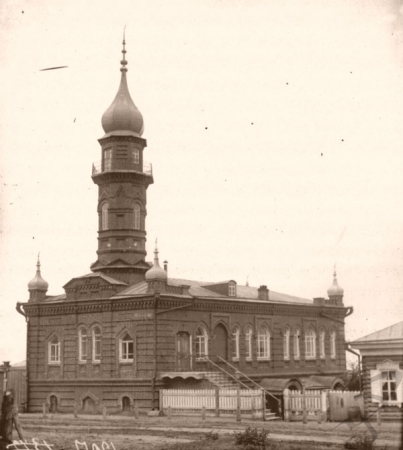
Mosquée dans les années 1900.

Au début du XXe siècle, la communauté musulmane de Tchita était déjà nombreuse, composée principalement de Tatars. L'ensemble de la colonie tatare était située dans la zone des rues modernes Lenskaïa (la partie orientale de la rue moderne Anokhin) et Krasnoïarskaïa. Au début le désir d'avoir son propre édifice religieux était irréaliste, mais une fois que fut déclarée la liberté de religion en Russie en 1903, le projet de mosquée vit le jour.
Construite entre 1904 et 1906 grâce aux efforts de la communauté tatare et de ses riches marchands, le terrain ayant été donné par un marchand, l'architecture fut Fiodor Ponomarev, un important architecte local de la période. Une société mahométane fut créée en novembre 1913 ainsi qu'une école russo-tatare.

### Période soviétique
L'imposition du pouvoir soviétique entraîna la fermeture en 1935 de la mosquée et de l'école, qui avait pu fonctionner jusque-là. Le bâtiment, confisqué, fut occupée à partir de 1936 par le Chemin de fer Transbaïkal, puis par d'autres institutions tout le long de la période soviétique.

### Fédération de Russie
La mosquée fut transférée à la communauté musulmane de Tchita en 1992. Depuis, une école de la langue tatare a réouvert tandis que les offices religieux ont repris leur cours. L'année suivante, elle fut classée comme objet patrimonial culturel de Russie d'importance régionale. Le 24 octobre 1995, un nouveau minaret fut installé, l'ancien n'ayant pas pu être réstauré. Des travaux de restauration eurent lieu au début des années 2000, et s'achevèrent en 2015.

## Architecture
Construite par Fiodor Ponomarev, le bâtiment est en brique rouge. Il est de style de la mosquée à minaret sur le toit, style de mosquée tatare. Le minaret octogonal est couronné d'un dôme, et le mihrab, pentagonal, jouxte la façade du bâtiment. 

## Patrimonialité
L'édifice est classé comme un objet patrimonial culturel de Russie d'importance régionale sous le no 241410040380005 depuis 1993.